# Gulf Livestock 1
Le Gulf Livestock 1 est un navire bétailler de pavillon panaméen construit en 2002 par les chantiers Hegemann Rolandwerft de Berne (Allemagne) pour la compagnie Gulf Navigation Holding, basée aux Émirats arabes unis.
Le 2 septembre 2020, le navire est porté disparu et présumé coulé à environ 185 km à l'ouest de l'île d'Amami Ōshima, dans le sud-ouest du Japon, après avoir été emporté par une vague dû à un typhon.

## Historique
Le navire est construit comme porte-conteneurs sous le nom de Maersk Waterford par le chantier naval Hegemann Rolandwerft à Berne, en Allemagne. Sa quille est posée le 4 avril 2002, lancé le 20 septembre et mis en service le 9 décembre. D'une jauge brute de 6 370 tonnes et d'un tpl de 8 372 tonnes, il mesure 133,6 mètres de long pour un maître-bau de 19,4 mètres. Son unique moteur diesel le propulse à une vitesse de 18 nœuds (33,3 km/h).
Il est nommé successivement Dana Hollandia en 2006, Cetus J. en 2012, avant d'être converti en transporteur de bétail et renommé Rahmeh en 2015. En 2019, son nom change une nouvelle fois pour devenir le Gulf Livestock 1.

### Voyage final

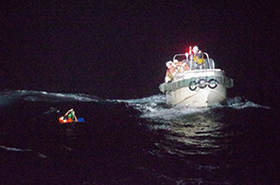
Un bateau de sauvetage des garde-côtes japonais sauve un membre d'équipage à la dérive.

Lors de son dernier voyage, le navire appareille de Napier, en Nouvelle-Zélande, le 14 août, et devait arriver au port de Jingtang (Tangshan), en Chine, le 11 septembre 2020, avec à son bord une cargaison de 5 867 bovins vivants.
Le navire envoie un signal de détresse depuis la mer de Chine orientale à l'ouest de l'île japonaise d'Amami Ōshima le 2 septembre 2020 à 01 h 40 JST.
Le jour-même, un membre d'équipage, un officier en chef philippin de 45 ans, a été secouru par les garde-côtes japonais, après avoir été repéré par un avion P-3C de la marine japonaise. Il signala que l'unique moteur de propulsion principal du navire était tombé en panne pendant une mer agitée causée par le typhon Maysak, et que le navire chavira peu après avoir été frappé par une vague,. Avant que le navire ne chavire, le capitaine du navire, un philippin de 34 ans, pu également dire à sa femme par messages instantanés que l'aggravation du typhon avait provoqué la panne du moteur du navire.
Son équipage était composé au total de 39 Philippins, deux Néo-Zélandais et deux Australiens (un vétérinaire équin et un manutentionnaire).
Le 4 septembre, un deuxième membre d'équipage a été retrouvé dans l'eau par la Garde côtière et est mort peu de temps après avoir été sauvé. Dans la même zone, plusieurs carcasses de bovins et un gilet de sauvetage ont également été récupérés. Un deuxième survivant, un matelot de pont philippin de 30 ans dans un radeau de sauvetage, a été secouru l'après-midi du 4 septembre juste après 16 heures,.
Trois bateaux des garde-côtes, cinq avions et des plongeurs spécialisés étaient impliqués dans les opérations de secours. Les recherches sont suspendus le 5 septembre en raison de l'arrivée d’un deuxième cyclone, avant d'annoncer le 9 septembre l'abandon pur et simple de l'opération visant à retrouver l’équipage du navire.
Selon un rapport de 2019 des autorités australiennes, le même navire avait déjà connu l'an dernier une avarie de moteur qui l'avait paralysé en pleine mer pendant 25 heures.